# Гаплогруппа T (мтДНК)

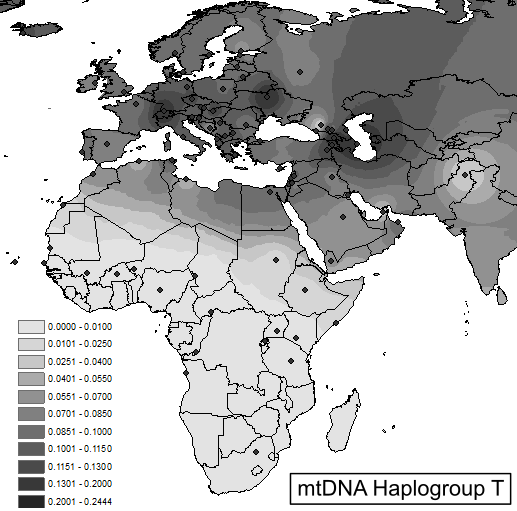
Частота распространения гаплогруппы T

Гаплогруппа T — в популяционной генетике — гаплогруппа митохондриальной ДНК человека.

## Происхождение
Гаплогруппа T происходит от гаплогруппы JT, от которой также происходит гаплогруппа J.

## Палеогенетика
Предполагается, что гаплогруппа T возникла около 33 тыс. лет назад на Ближнем Востоке (в Месопотамии или области Плодородного Полумесяца), после чего примерно 15 тыс. лет назад распространилась в Европе и на восток вплоть до современных Пакистана и Индии.
Гаплогруппа T присутствует в Европе, как предполагается, менее 12 тысяч лет, что делает её самой молодой из европейских митохондриальных гаплогрупп. На сайте Генографического проекта отмечается, что ранние носители гаплогруппы T были, по-видимому, первыми носителями сельскохозяйственной культуры и составляли группу, которая принесла сельское хозяйство в Европу, что стало причиной «неолитической революции».
- Ветвь T2 имеет довольно высокую частоту (20-33 %) среди митохондриальных гаплогрупп неолитических культур центральной Европы (линейно-ленточной керамики и Сакалхат — последняя представляла собой гибрид элементов ЛЛК и культуры Винча)[3]. Примерно с аналогичной частотой Т2 (субклад T2b) встречается у носителей трипольской культуры из пещеры Вертеба[4].
- Субклады T1a и T2b найдены у представителей старчевской культуры, живших ок. 5700 лет назад[5]. Субклада T2b была обнаружена у представителя культуры кардиальной керамики[6]. Субклады T2 и T1 обнаружены у представителей ямной культуры.
- T1a2, T2, T2g1a определили у энеолитических (4500—3900/3800 гг. до н. э.) образцов из израильской пещеры Пкиин (Peqi’in Cave)[7].
- T2a1b определили у энеолитического образца VJ1001 (6242 лет до настоящего времени) со стоянки Вонючка-1 (Vonyuchka 1) в Ставропольском крае[8].
- T2a1a определили у представителя катакомбной культурно-исторической общности RISE552 (2849—2146 лет до н. э.) из местонахождения Улан IV в Ростовской области[9].
- T1a и T2c1d1 определили у позднетрипольских образцов Pocrovca 3 и Pocrovca 2 (3500—3100 лет до н. э.) из Молдавии[10], T4[11] и T2b[4] — у трипольцев из пещеры Вертеба (Тернопольская область Украины).
- T2b, T2b4 определили у представителей культуры Злота (2900—2500 лет до н. э.) из Польши[12].
- T2c1a2 была определили у представительницы афанасьевской культуры эпохи бронзы[9].
- Гаплогруппа T определена у образца из БМАК (Бактрийско-Маргианский археологический комплекс)[13].
- T1a, T1a2, T1a5, T1a7, T1a8a, T2, T2c1, T2c1c и T2e определили у мумий из Абусира[14].
- T1 определили у представителя скифской пазырыкской культуры эпохи железного века[15].
- T2c1a определили у древнеегипетской мумии OM S1 из художественного музея Тартуского университета, датируемой второй половиной 1-го тыс. до нашей эры[16].
- T2 определили у одного из викингов с языческого захоронения Галгедил (Galgedil) на датском острове Фюн (700—1100 гг. н. э.)[17].
- T1, T1a1j, T2 и T2f1 определены у обитателей Сигтуны, живших примерно в X—XII веках[18].
- T2b21b определена у образца Sk6990 (XVI век) с Серебряного рудника в Швеции[19].
- T2b была определили у женщины-воина из камерного захоронения Bj.581 на острове Бьёркё, похороненной в X веке в могиле вместе с боевым топором, ножом, копьём, бронебойными стрелами, двумя щитами, жеребцом и кобылой[20].
- T1 определили у римлянина (ERS3189333, QED-2), с горы Корнет-эд-Дейр (Qornet ed-Deir) на севере Ливана, жившего примерно в 244—400 годах[21].
- T2 обнаружена у крестоносца из Сидона (ERS3189343, SI-53), жившего примерно в 1025—1154 годах[21].
- T2d1 определили образца с кладбища Чжэньзишань (Zhenzishan) в китайском Шанду (XIII век)[22].
- T2b1 определили у останков возрастом около 700 лет, которые приписывали кроманьонцу Cro-Magnon 1[23].

## Современное распространение
В настоящее время высокая концентрация гаплогруппы T обнаружена вдоль восточного побережья Балтийского моря. Согласно справочнику Oxford Ancestors, гаплогруппа T «составляет чуть менее 10 % современного населения Европы. Её многочисленные подветви широко распространены в южной и западной Европе, особо высокая концентрация отмечается в Ирландии и на западе Британии». Согласно сайту Генографического проекта, «гаплогруппа T имеет очень широкое распространение и в настоящее время распространена вплоть до долины Инда в Индии и Пакистане, а на юг — до Аравийского полуострова. Также она представлена в Восточной и Северной Европе». Гаплогруппа T занимает 2—4 места после H по распространённости у русских, наряду с гаплогруппами U и J, — ок. 12 %.

## Известные представители
Генетический анализ останков последнего российского царя Николая II и его родственников показал, что он относился к гаплогруппе T2. Если в известных родословных европейских монархов нет ошибки, эту гаплогруппу можно возвести к Барбаре Цилли (1390—1451), супруге императора Священной Римской империи Сигизмунда. К этой же линии относится большое количество европейской знати, в том числе: Георг I (Великобритания) и Фридрих Вильгельм I (через Софию Ганноверскую), Карл I (король Англии), Георг III (король Великобритании), Георг V (король Великобритании), Карл X Густав (Швеция), Густав II Адольф (Швеция), Мориц Нассауский, Улаф V (Норвегия) и Георг I (король Греции).

## Медицина
Согласно одному из исследований, результаты которого подверглись критике специалистов, митохондриальная гаплогруппа T связана со сниженной подвижностью сперматозоидов у мужчин.
Согласно публикации кафедры биохимии и молекулярно-клеточной биологии Университета Сарагосы, гаплогруппа T представляет собой слабую генетическую предрасположенность к астенозооспермии.
Согласно некоторым исследованиям, наличие гаплогруппы T связано с повышенным риском коронарно-артериального заболевания. Согласно другому исследованию, носители T менее склонны к диабету.
Несколько пилотных медицинских исследований показали, что наличие гаплогруппы T связано с пониженным риском болезней Паркинсона и Альцгеймера.